# Давидов Василь Васильович (психолог)
Василь Васильович Давидов (нар. 31 серпня 1930 — пом. 19 березня 1998) — радянський і російський педагог та психолог. Академік АПН СРСР (1978), віце-президент Російської академії освіти (1992). Доктор психологічних наук (1971), професор (1973).

## Біографія
У 1953 році Василь Давидов закінчив психологічне відділення філософського факультету МДУ. З 1953 року працював в установах АПН СРСР. У 1989 році він обійняв посаду віце-президента АПН СРСР. Почесний член Національної академії утворення США (1982). Член редколегій видань «Питання психології» і «Психологічний журнал». Послідовник Льва Виготського, учень Данила Ельконіна та Петра Гальперіна (з яким пізніше дружив до кінця життя). Роботи з педагогічної психології присвячені проблемам розвивального навчання і вікових норм психічного розвитку. Теоретичні розробки Давидова впроваджувалися і перевірялися на практиці в московській експериментальній школі № 91. На основі його теорії різних типів мислення людини були створені і впроваджені конкретні програми і навчально-методичні посібники з математики, російської мови, хімії, географії та інших предметів. В сучасній педагогіці існує освітня система розвивального навчання Д. Б. Ельконіна — В. В. Давидова, підручники для якої рекомендовані для початкової школи та деяких старших класів загальноосвітніх шкіл.
Крім того, Василь Давидов професійно займався філософськими проблемами, зокрема, впродовж багатьох років у ввіреному йому закладі підтримував діяльність декількох теоретико-методологічних семінарів з фундаментальними проблем мислення і діяльності, культурно-історичної психології та ін. Його дружба з відомими філософами, які складали ідеологічну опозицію радянської педагогіки — Евальдом Ільєнковим, Олександром Зінов'євим, Георгієм Щедровицьким та іншими дала можливість поставити і багато в чому вирішити ряд фундаментальних психологічних проблем щодо механізмів навчання і розвитку. У своїх працях Василь Давидов неодноразово досить сміливо висловлювався з приводу офіційних педагогічних догм. «Останньою краплею» став вихід книги Анатолія Арсеньєва, Е. В. Бесчеревних, В. В. Давидова та ін. «Філософсько-психологічні проблеми розвитку освіти» під редакцією Василя Давидова (М.: Педагогіка, 1981), після чого Давидов у 1983 році був виключений з компартії, знятий з посади директора Інституту загальної та педагогічної психології АПН СРСР і навіть відсторонений від роботи в експериментальній школі № 91, де проводив свій формуючий експеримент. Проте вже через декілька років, у 1986 році, його нагородили премією імені Ушинського за досягнення в педагогіці, а пізніше відновлений у партії і в 1989 році знову призначений директором інституту загальної та педагогічної психології АПН СРСР.
У 1991 році Василь Давидов по запрошенню Микити Алексеєва включає у роботу Наукового Ради по філософії освіти при Президії Російської академії освіти, спільно з такими відомими філософами, психологами та педагогами як Юрій Громико, Ілля Ільясов, Владислав Лекторський, Валерія Мухина, Н. І. Непомняща, В. А. Петровський, А. П. Огурцов, В. М. Розін, Б. В. Сазонов, В. І. Слободчиков, І. Н. Семенов, В. С. Швирьов, П. Г. Щедровицький, Еріком Юдін.
Похований на Калитниковському кладовищі міста Москви.

## Внесок у розвиток психології та педагогіки

### Теорія змістовного узагальнення і формування навчальної діяльності Д.Б.Ельконіна— В.В.Давидова
У результаті багаторічних експериментальних досліджень (з 1959, спільно з Данилом Ельконііним), Василь Давидов виявив умови організації розвивального навчання. Розробив теорію навчальної діяльності.
Критика традиційного навчання
На думку В. В. Давидова в сучасних умовах у молодшому шкільному віці можна вирішувати специфічні освітні завдання за умови розвитку в учнів абстрактно-теоретичного мислення і довільного управління поведінкою.
Традиційна початкова освіта не забезпечує повноцінного розвитку більшості молодших школярів. Традиційне початкове утворення не створює в роботі з дітьми необхідних зон найближчого розвитку, а тренує і закріплює ті психічні функції, які в своїй основі виникли й почали розвиватися ще в дошкільному віці (почуттєве спостереження, емпіричне мислення, утилітарна пам'ять і т. ін.). Навчання повинно бути спрямоване на створення необхідних зон найближчого розвитку, які перетворювалися б з часом у психічні новоутворення.
З точки зору Василя Давидова, орієнтація змісту і методів навчання переважно на формування у школярів основ емпіричного мислення у початковій школі — не найефективніший шлях розвитку дітей. Побудова навчальних предметів має передбачати формування у школярів теоретичного мислення, яке має свою особливу, відмінну від емпіричного, зміст.
Таке навчання орієнтоване не тільки на ознайомлення з фактами, але й на пізнання відносин між ними, встановлення причинно-наслідкових зв'язків, на перетворення відносин в об'єкт вивчення. Виходячи з цього, Василь Давидов і Данило Ельконін свою концепцію розвиваючого навчання пов'язують насамперед із змістом навчальних предметів і логікою (способами) його розгортання в навчальному процесі. В основі розвивального навчання школярів, на думку В. В. Давидова і Д. Б. Ельконіна, лежить теорія формування навчальної діяльності та її суб'єкта в процесі засвоєння теоретичних знань за допомогою виконання аналізу, планування і рефлексії. У цій теорії мова йде не про засвоєння людиною знань і умінь взагалі, а саме про засвоєння, відбувається у формі специфічної навчальної діяльності. У процесі її здійснення школяр оволодіває теоретичними знаннями. Їх зміст відображає те, що відбувається, становлення і розвиток якого-небудь предмета. При цьому теоретичне відтворення реального, конкретного як єдності різноманіття здійснюється рухом думки від абстрактного до конкретного. Приступаючи до оволодіння яким-небудь навчальним предметом, школярі з допомогою вчителя аналізують зміст навчального матеріалу, виділяють в ньому деяке вихідне загальне відношення, виявляючи разом з тим, що воно проявляється в багатьох інших приватних випадках. Фіксуючи у знаковій формі виділене вихідне загальне відношення, вони створюють змістовну абстракцію досліджуваного предмета.
Продовжуючи аналіз навчального матеріалу, учні розкривають з допомогою вчителя закономірний зв'язок цих вихідних відносин з його різними проявами і тим самим отримують змістовне узагальнення досліджуваного предмета. Потім учні використовують змістовні абстракції і узагальнення для послідовного створення з допомогою вчителя інших, більш приватних абстракцій і об'єднують їх у цілісному навчальному предметі. У цьому випадку вони перетворюють вихідні розумові освіти в поняття, яке служить надалі загальним принципом їх орієнтації у всьому різноманітті фактичного навчального матеріалу. Такий шлях засвоєння знань має дві характерні риси. По-перше, думка учнів цілеспрямовано рухається від загального до приватного. По-друге, засвоєння спрямоване на виявлення учнями умов походження змісту засвоюваних ними понять.
Теоретичне поняття можна засвоїти тільки в ході дискусії. Значущим у цій системі навчання стають не стільки знання, скільки способи розумових дій, що досягається при відтворенні у навчальній діяльності дітей логіки наукового пізнання: від загального до частки, від абстрактного до конкретного.
Під теоретичним мисленням розуміється словесно виражене розуміння людиною походження тієї чи іншої речі, того чи іншого явища, поняття, вміння простежити умови цього походження, з'ясувати, чому ці поняття, явища або речі придбали ту чи іншу форму, відтворити в своїй діяльності процес походження даної речі.
Основні принципи
- дедукція на основі змістовних узагальнень;
- змістовний аналіз;
- змістовне абстрагування;
- теоретичне змістовне узагальнення;
- сходження від абстрактного до конкретного;
- змістовна рефлексія.

Хід навчання
- знайомство з пропонованою науковою ситуацією або завданням;
- орієнтування в ній;
- зразок перетворення матеріалу;
- фіксація виявлених відносин у вигляді предметної або знакової моделі;
- визначення властивостей виділеного відносини, завдяки яким виводяться умови і способи розв'язання вихідної задачі, формулюються загальні підходи до вирішення;
- наповнення виділеної загальної формули, виведення конкретним змістом.

Основні методичні підходи
- Заперечення концентричного побудови навчальних програм.
- Невизнання універсальності використання конкретної наочності у початковій школі.
- Свобода вибору і варіативність домашніх завдань, що мають творчий характер.

Особливостями уроку в даній системі є колективна мисленнєва діяльність, діалог, дискусія, ділове спілкування дітей.
Допустимим є тільки проблемний виклад знань, коли вчитель йде до школярів не з готовим знанням, а з питанням.
На першому етапі навчання основним є метод навчальних завдань, на другому — проблемне навчання. Навчальна задача в цій концепції схожа на проблемну ситуацію:
- Прийняття від вчителя або самостійна постановка навчальної задачі.
- Перетворення умов задачі з метою виявлення загального відношення досліджуваного об'єкта.
- Моделювання виділеного відношення для вивчення його властивостей в предметній, графічній і буквеної формах.
- Перетворення моделі відношення для вивчення його властивостей в «чистому вигляді».
- Побудова системи приватних завдань, що розв'язуються загальним способом.
- Контроль за виконанням попередніх дій.
- Оцінка засвоєння загального способу як результату рішення даної учбової задачі.

Якість і обсяг роботи оцінюються з точки зору суб'єктивних можливостей учнів.
Оцінка відображає персональний розвиток учня, досконалість його навчальної діяльності.
Система почала формуватися з кінця 1950-х років, в масовій школі вона стала поширюватися у 80-90-х роках XX століття. В 1996 році рішенням колегії міністерства освіти Російської Федерації система Ельконіна—Давидова затверджена як офіційна система початкової освіти (поряд з традиційною системою і системою Леоніда Занкова).

## Пам'ять
- Зінченко В. П. Саморозвиток духу (пам'яті друга) // Питання психології. — М.: Школа-Прес, 1998. — № 5. — С. 4-11. — ISSN 0042-8841.
- Засідання пам'яті Василя Давидова на IV Міжнародному конгресі з теорії діяльності (Данія, Орхус, червень 1998 р.), — виступали Л. В. Берцфаї — вдова В. В. Давидова, І.Ломпшер (Німеччина), С. Веджетті (Італія), Володимир Зінченко, К. Амано (Японія), М. Коул (США), Ю. Енгерстем (Фінляндія), В. В. Рубцов, Ю. В. Громико (Росія), Ж. Карпей (Нідерланди) та інші. На пленарному засіданні конгресу було зачитано доповідь В. В. Давидова «Новий підхід до розуміння структури і змісту діяльності», який він встиг підготувати до своєї кончини.
- Турнір пам'яті В. В. Давидова для учнів старшої ступені освіти «Знавці читання»
- Московський міський турнір пам'яті Ст. Ст. Давидова [Архівовано 12 жовтня 2018 у Wayback Machine.], ГОУ ЦО № 548 «ЦАРІЦИНО» 11.08.2008
- Конгрес пам'яті В. В. Давидова в Науково Дослідному Інституті Інноваційних Стратегій Розвитку Загальної Освіти [Архівовано 12 жовтня 2018 у Wayback Machine.] (НДІ ИСРОО). Ю. В. Громико: «…ми продовжуємо традицію Василя Васильовича Давидова». Програма В. В. Давидова у діяльності ІСІ та НДІ ИСРОО [Архівовано 4 березня 2016 у Wayback Machine.]
- Громико Ю. В. Метод Давидова [Архівовано 3 березня 2022 у Wayback Machine.]. Пушкінський інститут, АТ «Московські підручники», М. 2003.
- Міжнародний науковий симпозіум «Наукова школа В. В. Давидова: проблеми теорії і практики» 16-17 вересня 2010 року[недоступне посилання з квітня 2019] — Психологічний інститут РАВ та МГППУ
- Ювілейна конференція до 80-річчя з дня народження В. В. Давидова «Теоретичне відношення до дійсності: природа, розвиток, освітня підтримка» в РДГУ, 20-21 вересня. Організатори Інститут психології ім. Л. С. Виготського, Психологічний інститут РАВ, Науково-Дослідний Інститут Інноваційних Стратегій Розвитку Загальної Освіти, Фонд ім. Л. С. Виготського.[недоступне посилання з Июнь 2018]